# Местратсайм
Местратсайм (фр. Meistratzheim) — коммуна на северо-востоке Франции в регионе Гранд-Эст (бывший Эльзас — Шампань — Арденны — Лотарингия), департамент Нижний Рейн, округ Селеста-Эрстен, кантон Оберне.
Площадь коммуны — 12,82 км², население — 1362 человека (2006) с тенденцией к росту: 1452 человека (2013), плотность населения — 113,3 чел/км².

## Население
Население коммуны в 2011 году составляло 1425 человек, в 2012 году — 1438 человек, а в 2013-м — 1452 человека.
| 1962 | 1968 | 1975 | 1982 | 1990 | 1999 | 2006 | 2008 | 2011 | 2012 | 2013 |
| ---- | ---- | ---- | ---- | ---- | ---- | ---- | ---- | ---- | ---- | ---- |
| 1044 | 1072 | 1066 | 1265 | 1230 | 1302 | 1362 | 1379 | 1425 | 1438 | 1452 |

Динамика населения:

## Экономика
В 2010 году из 961 человек трудоспособного возраста (от 15 до 64 лет) 745 были экономически активными, 216 — неактивными (показатель активности 77,5 %, в 1999 году — 75,4 %). Из 745 активных трудоспособных жителей работали 716 человек (387 мужчин и 329 женщин), 29 числились безработными (9 мужчин и 20 женщин). Среди 216 трудоспособных неактивных граждан 61 были учениками либо студентами, 90 — пенсионерами, а ещё 65 — были неактивны в силу других причин.

## Достопримечательности (фотогалерея)

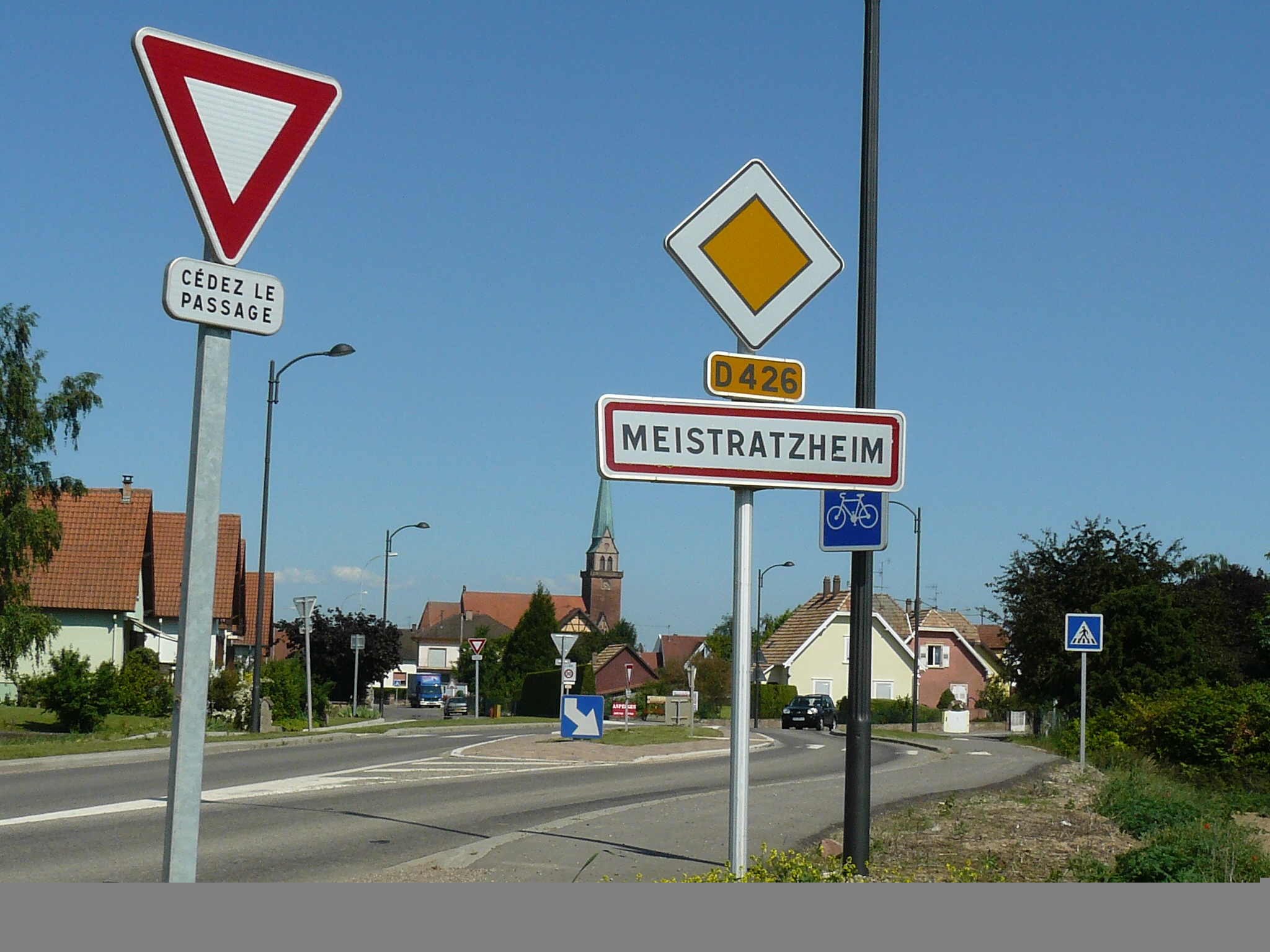
На въезде
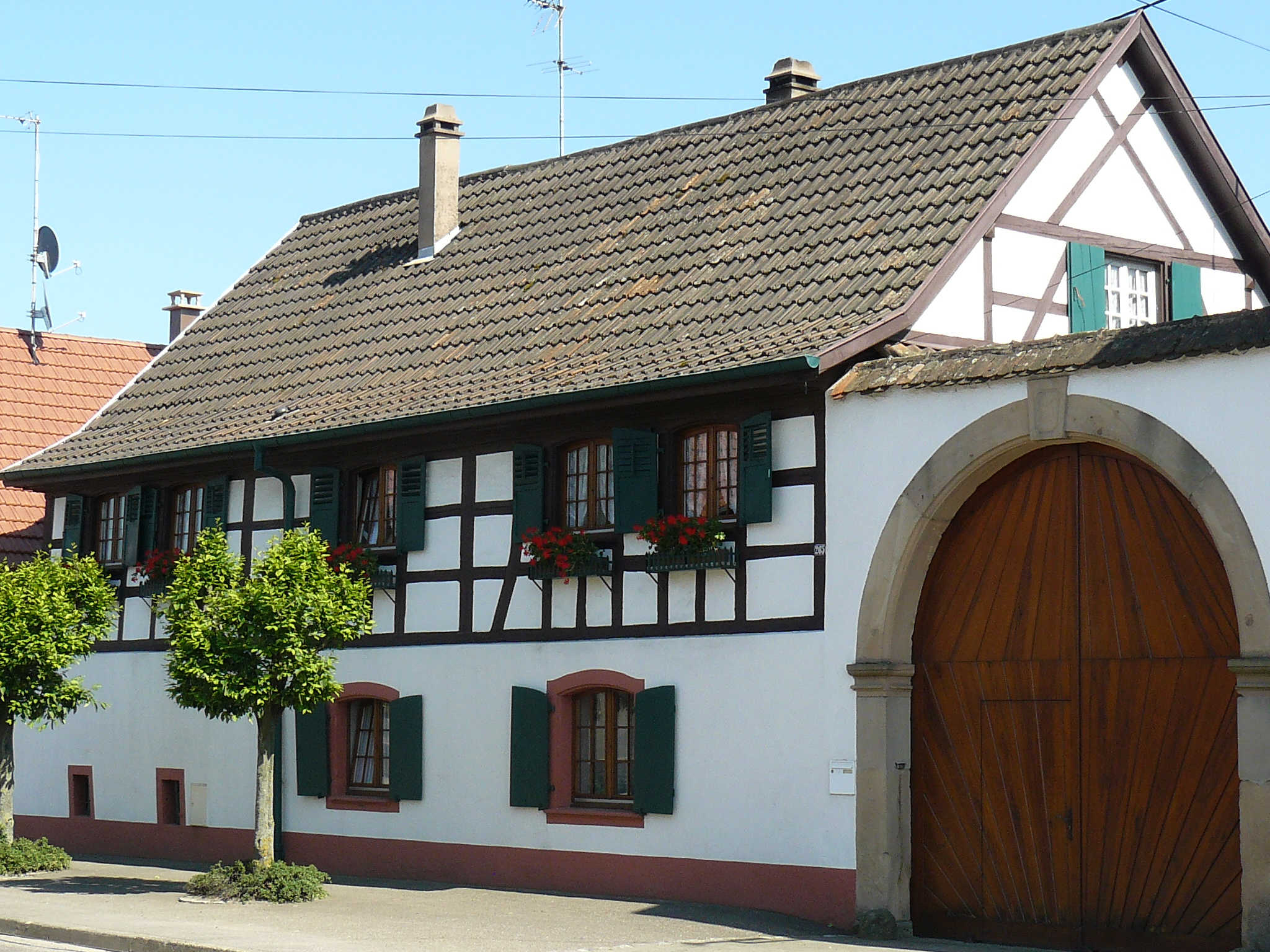
Старое фермерское хозяйство по главной улице
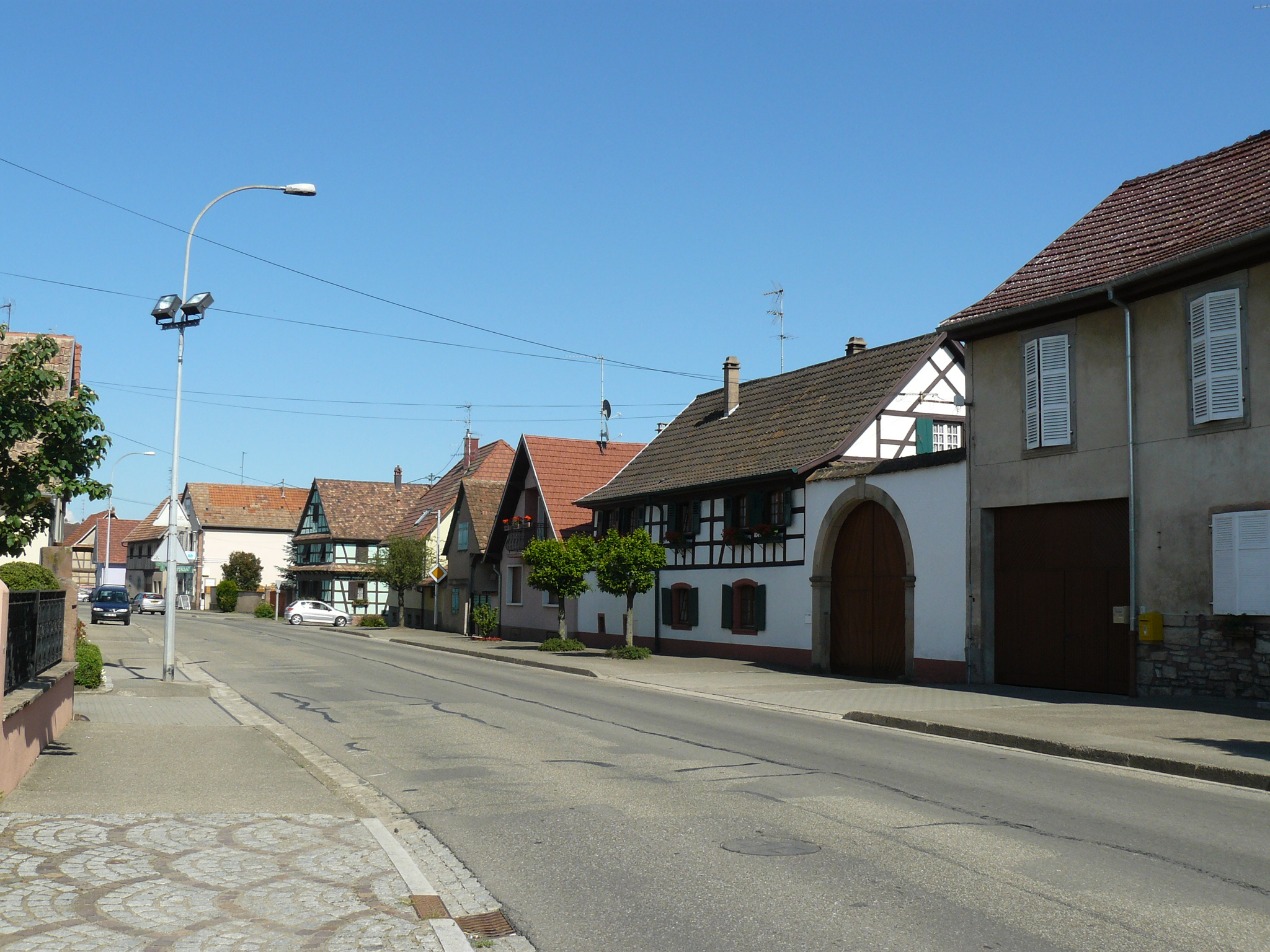
На главной улице
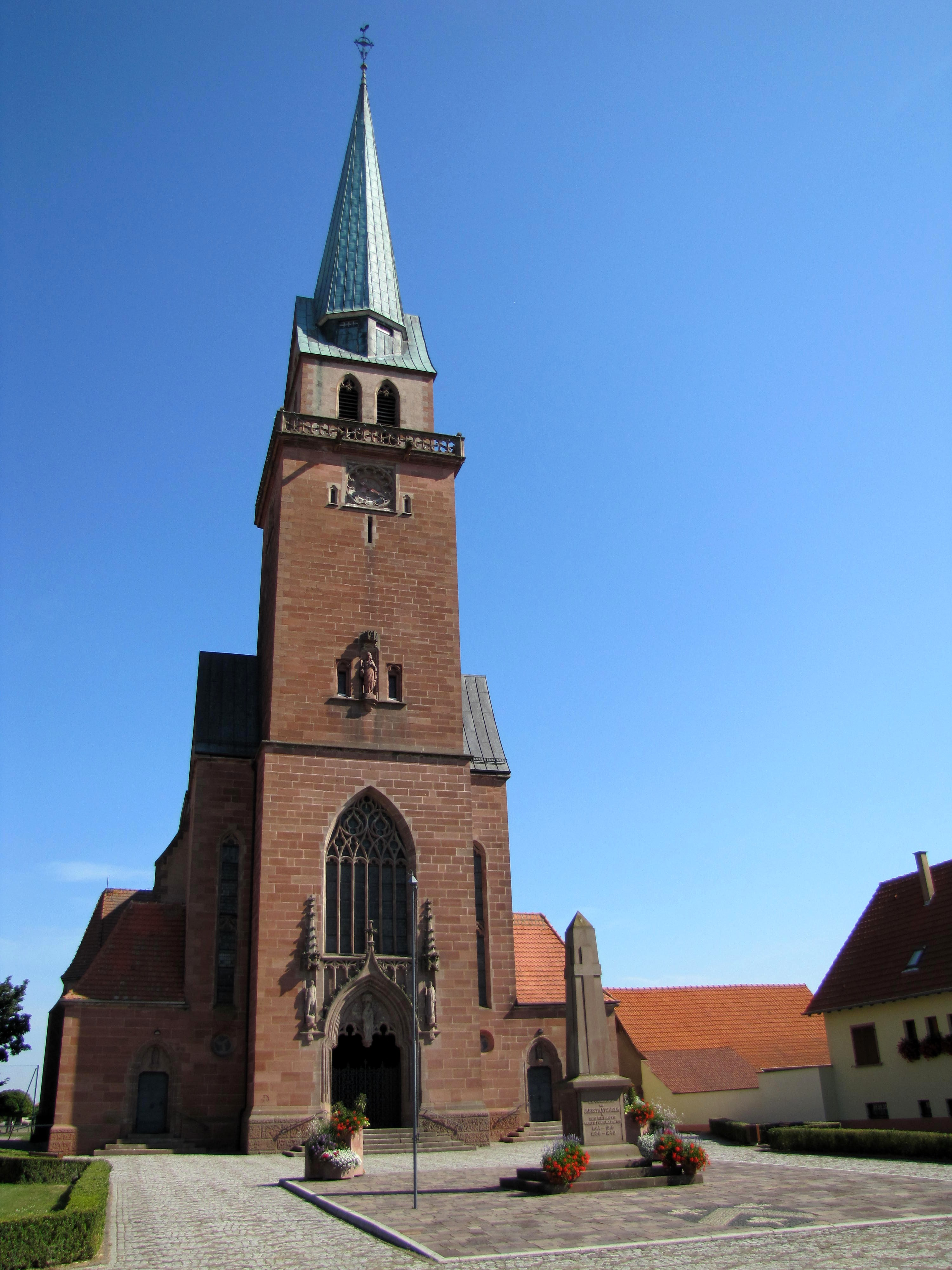
Церковь Сент-Андре
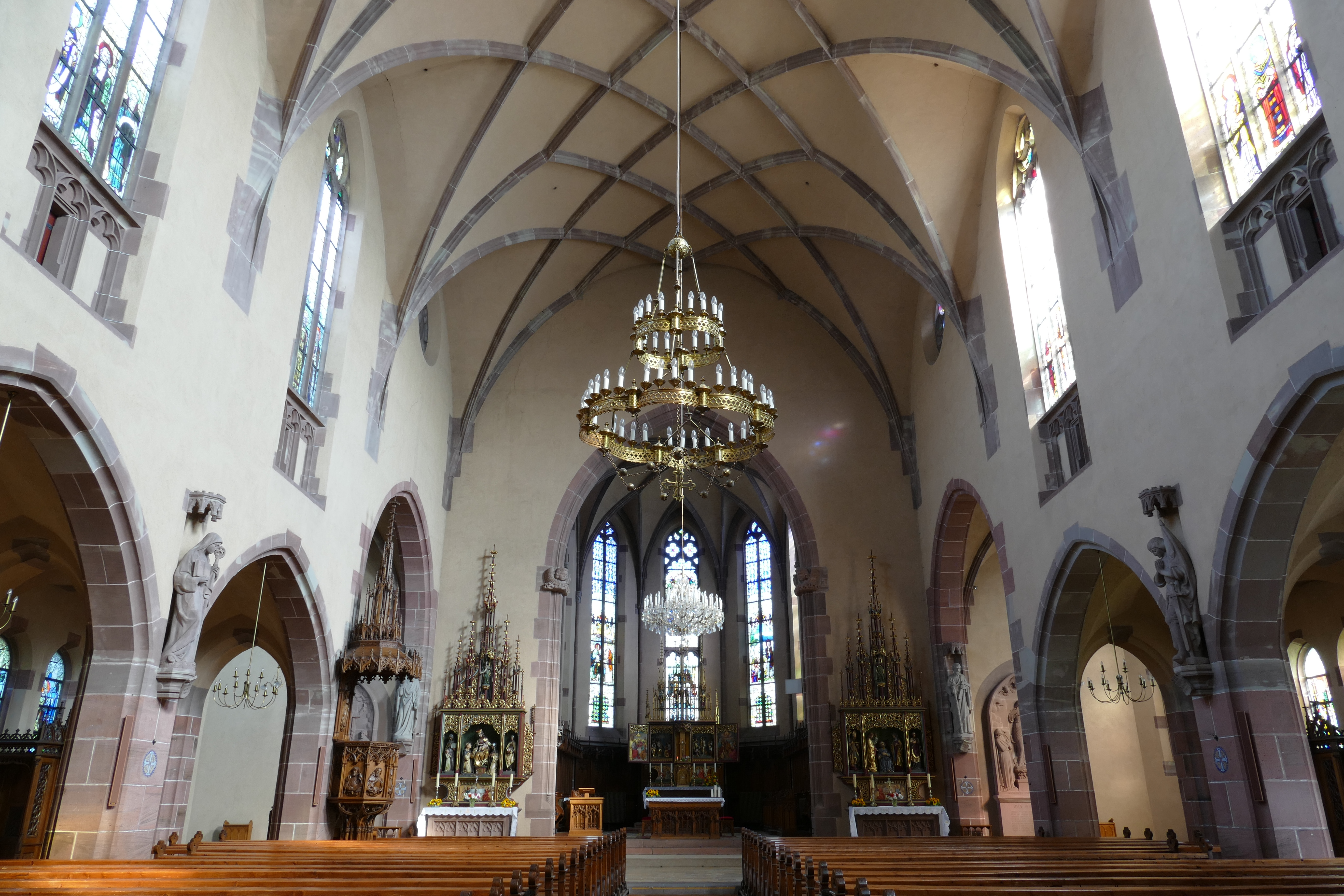
Интерьер, вид на алтарь
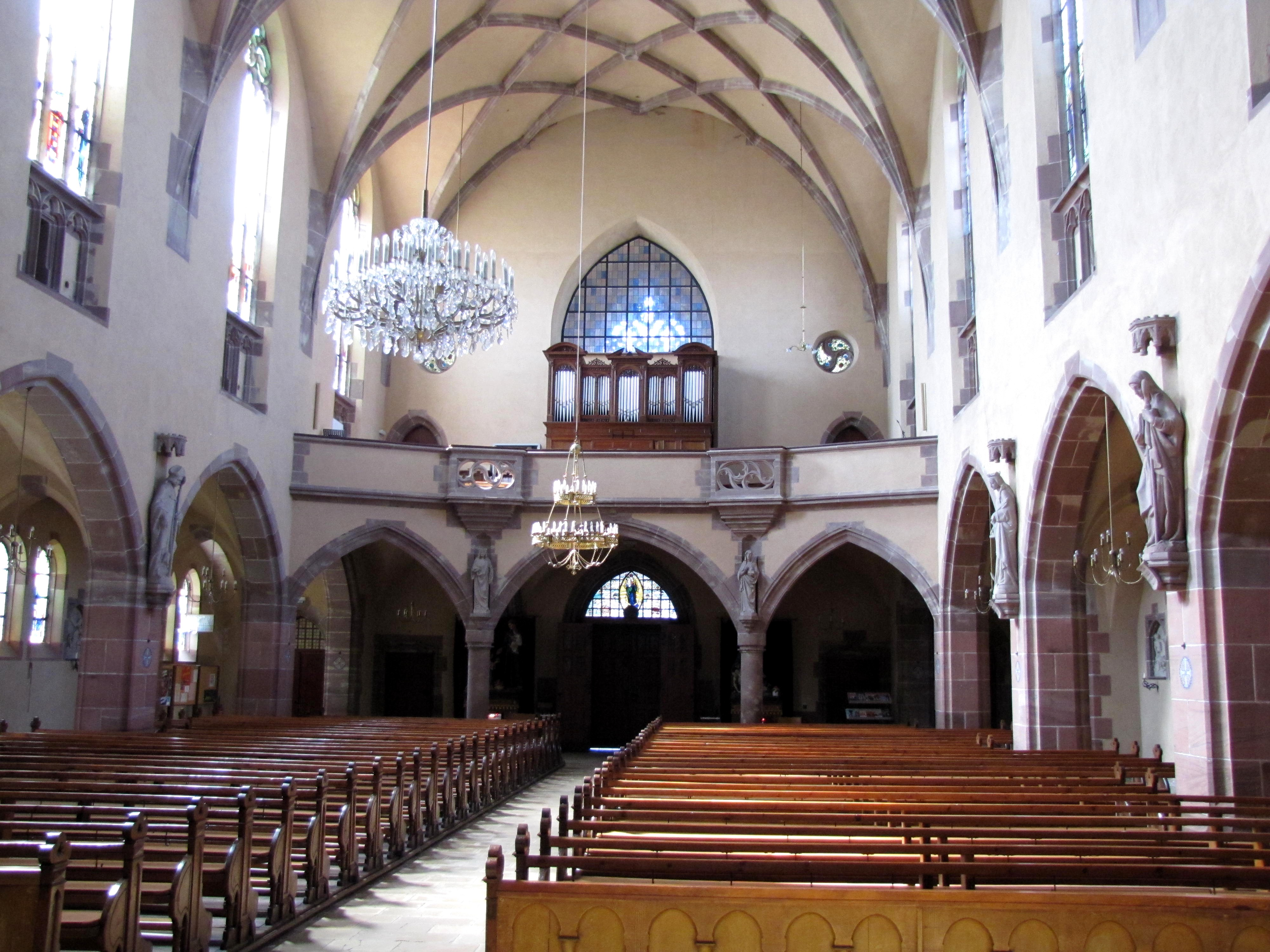
Интерьер, вид на орган
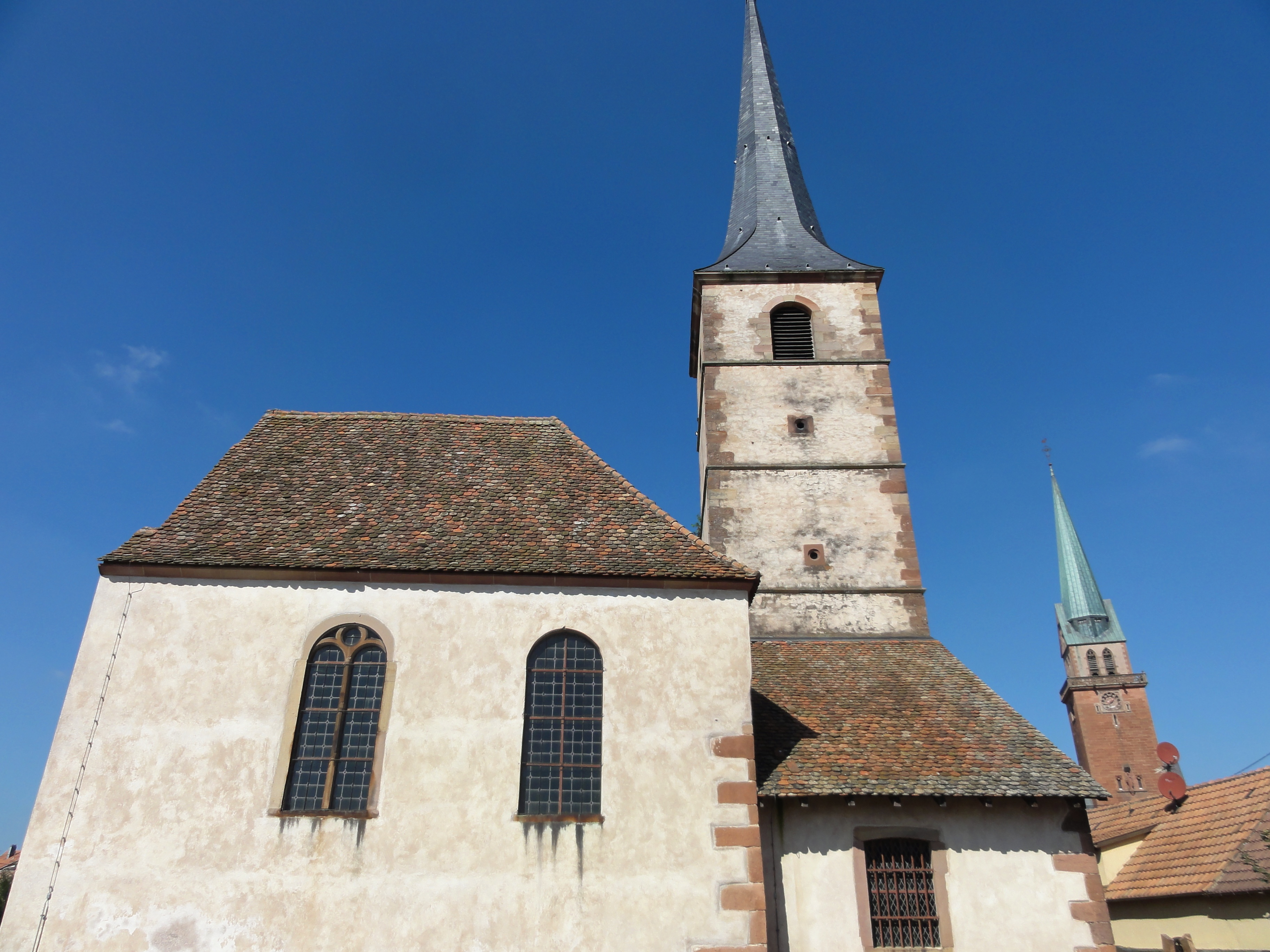
Старая церковь Сент-Андре, в настоящее время кладбищенская часовня
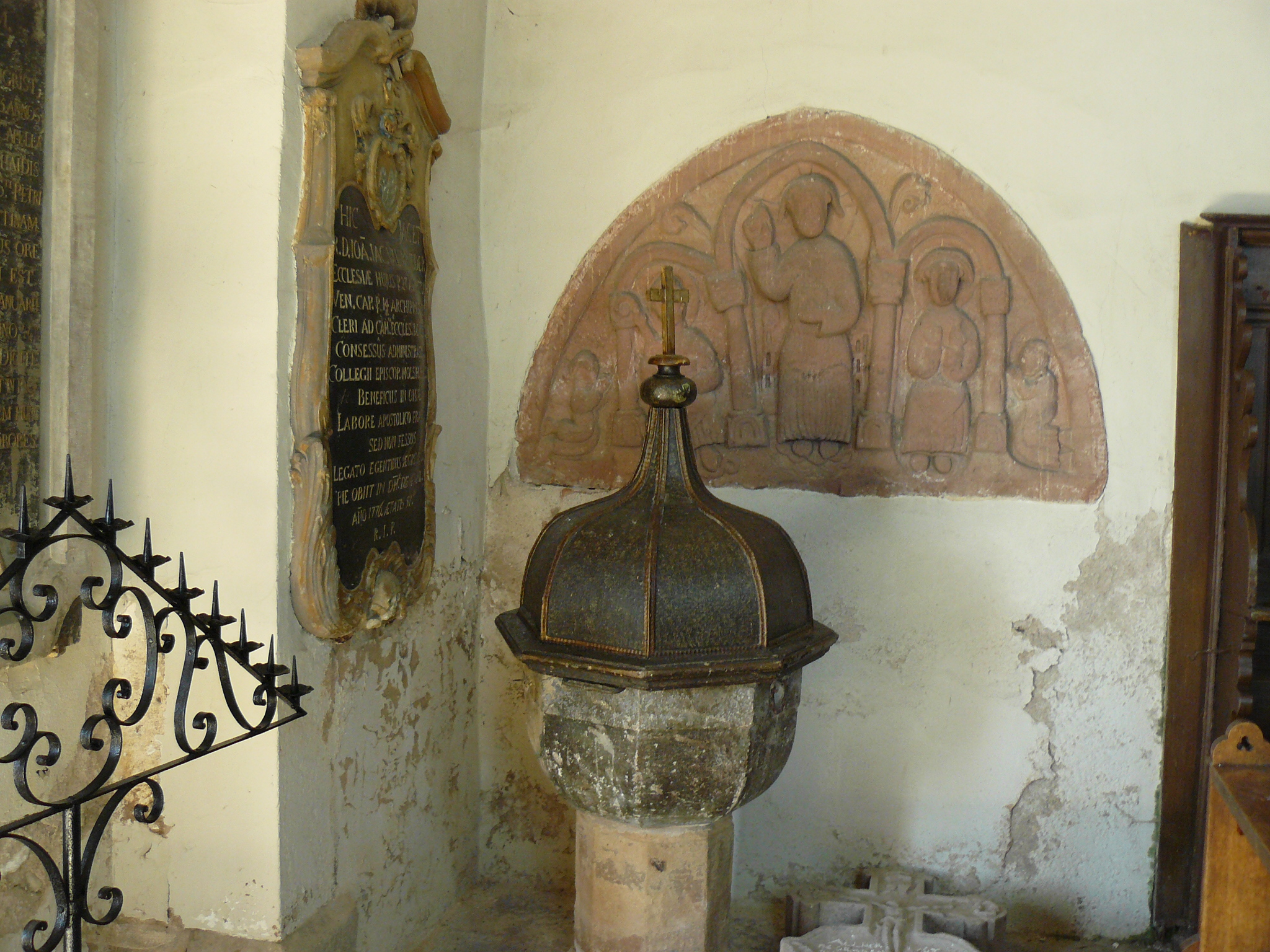
Старый тимпан церкви Сент-Андре
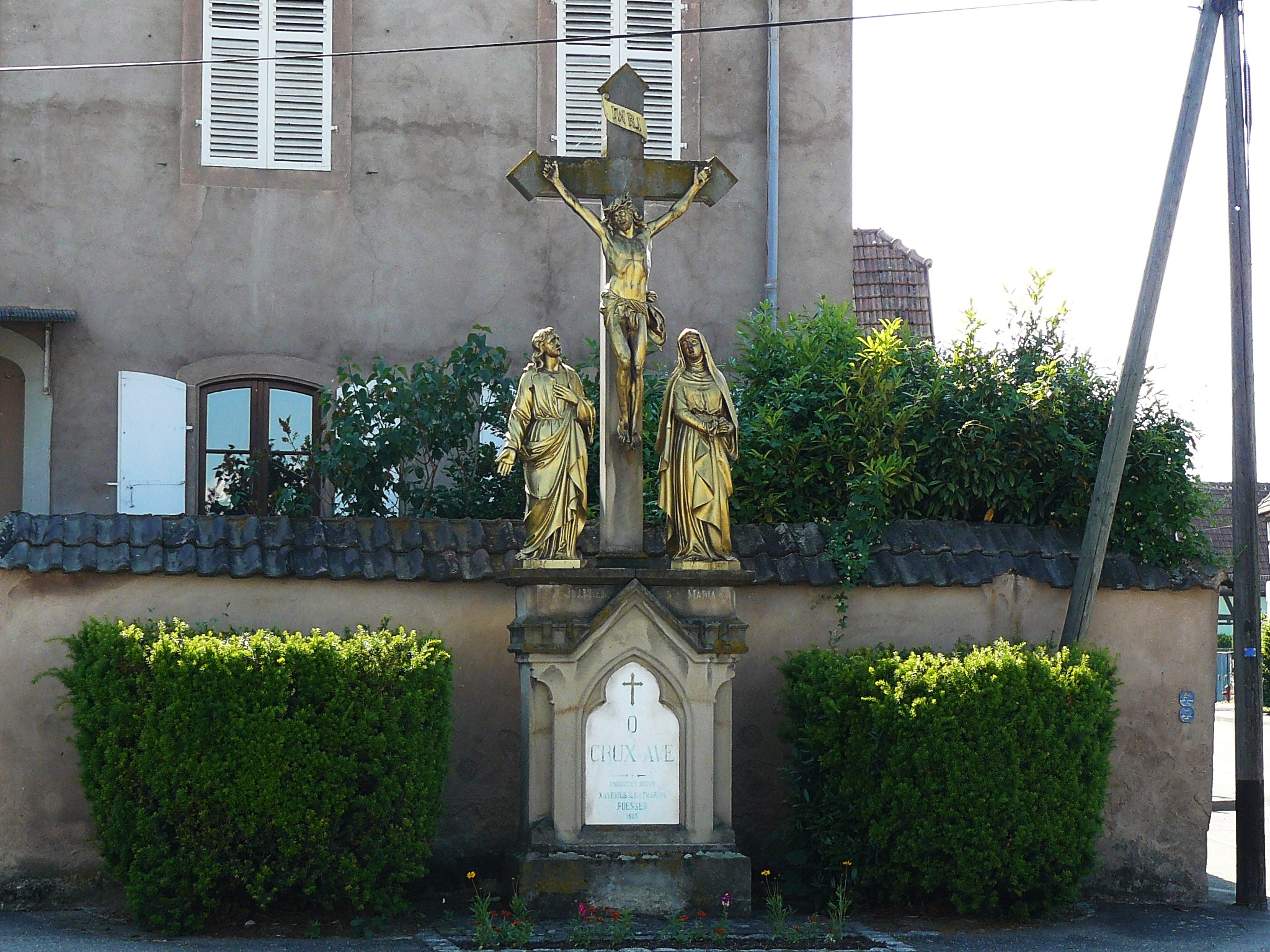
Распятие
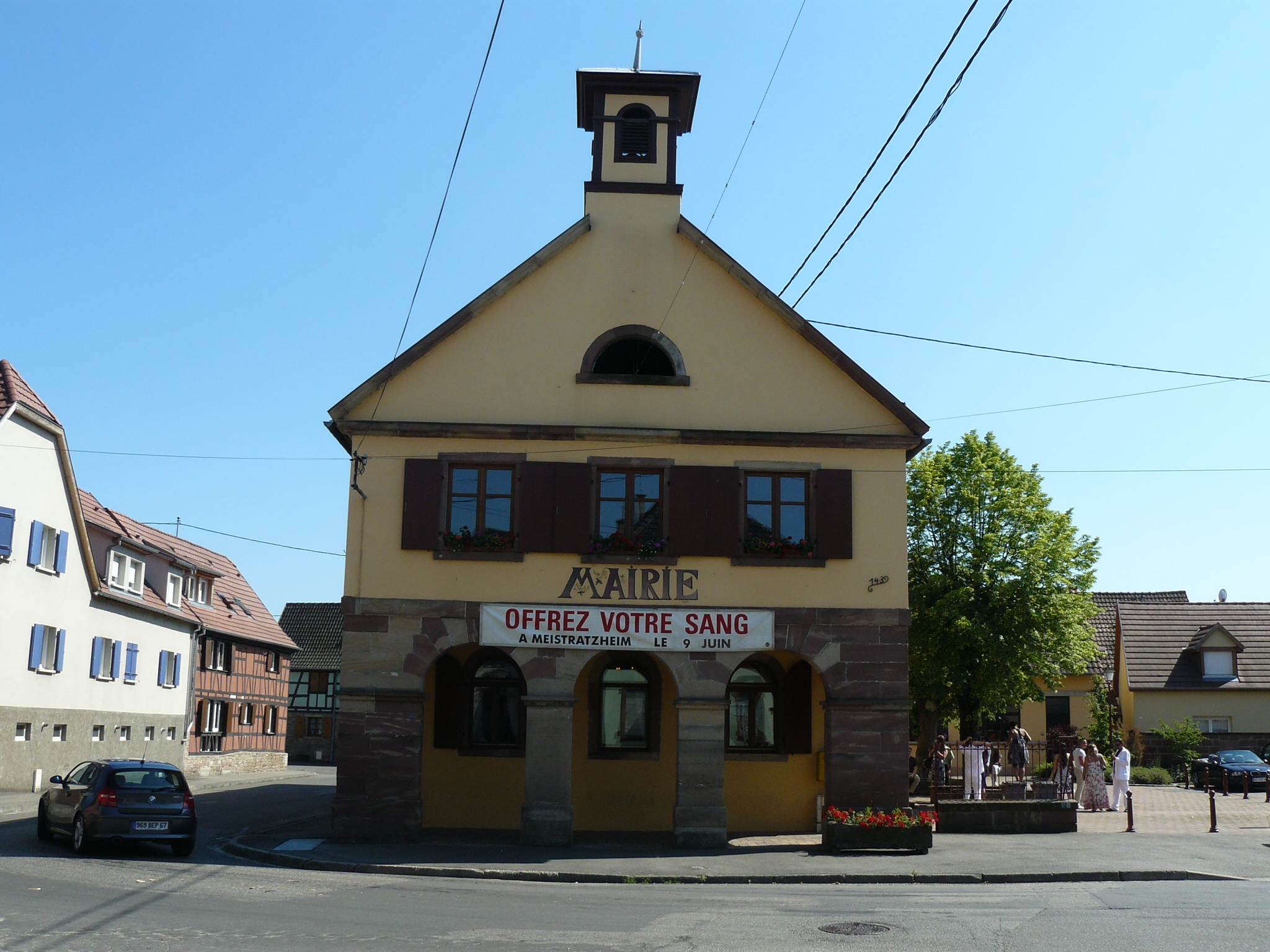
Здание мэрии